# أنمزي (آيت افضولي)
أنمزي هو دُوَّار يقع بجماعة أنمزي، إقليم ميدلت، جهة درعة تافيلالت في المملكة المغربية. ينتمي الدوّار لمشيخة آيت افضولي التي تضم دوارين. يقدر عدد سكانه بـ 710 نسمة حسب الإحصاء الرسمي للسكان والسكنى لسنة 2004.

## روابط خارجية
- البوابة الوطنية للجماعات الترابية
- المندوبية السامية للتخطيط